# Petroplus
Die Petroplus Holdings AG mit Sitz in Zug war ein börsennotiertes, international tätiges Unternehmen der erdölverarbeitenden Branche. Nach seiner Gründung im Jahr 1993 verfolgte es eine ehrgeizige Wachstumsstrategie und erwarb mehrere Erdölraffinerien in Europa. Innerhalb weniger Jahre stieg Petroplus dadurch zur grössten unabhängigen Raffineriegruppe auf und beschäftigte über 2500 Personen bei einem Umsatz von mehr als 20 Milliarden Dollar. Aufgrund der Marktsättigung geriet das Unternehmen in finanzielle Notlage und musste 2012 Insolvenz anmelden.

## Geschichte

### Rasche Expansion
Das Unternehmen wurde 1993 als Petroplus International B.V. in den Niederlanden gegründet und 1998 an die Amsterdamer Börse gebracht. Das Geschäftsmodell war, auf Kredit Erdölraffinerien zu kaufen, zu bündeln und gewinnbringend an Dritte weiterzuverkaufen. Zunächst erwarb Petroplus im Jahr 2000 die Raffinerien in Cressier (Schweiz) und Teesside (Grossbritannien). Die RIVR Acquisition B.V., eine Tochtergesellschaft der Beteiligungsholding RIVR Holding B.V., kaufte am 17. März 2005 die Aktienmehrheit an Petroplus auf. An dieser Holding waren die Private-Equity-Gesellschaften Riverstone und Carlyle Group beteiligt. In der Folge wurde den übrigen Aktionären ein Übernahmeangebot unterbreitet und Petroplus am 19. April 2005 von der Euronext dekotiert.
Am 20. Februar 2006 wurde die Argus Atlantic Energy Limited in Bermuda gegründet. Nachdem im Mai desselben Jahres das gesamte Management von Petroplus ausgewechselt worden war, wurde Argus durch Aktientausch mit RIVR Acquisition fusioniert. Argus verlegte am 22. August 2006 seinen Sitz in die Schweiz nach Zug und änderte seinen Namen in Petroplus Holdings AG. Durch den Aktientausch hielt die RIVR Holding B.V. einen Anteil von 94,5 % an der Petroplus Holdings AG. Am 30. November 2006 erfolgte der Börsengang des «neuen» Unternehmens, das danach an der SIX Swiss Exchange in Zürich unter dem Symbol PPHN kotiert und im Swiss Performance Index (SPI) gelistet war. Der Preis pro Aktie wurde im Bookbuilding-Verfahren bei einer Preisspanne zwischen 55 und 68 Schweizer Franken festgelegt. Mit dem Mittelwert gerechnet entsprachen die neu ausgegebenen 18 Millionen Aktien einem neu aufgenommenen Kapital von etwa 1,107 Milliarden Franken, die sich zusammen mit den bestehenden 22 Millionen Aktien auf ein Zeichnungsvolumen von 2,46 Mia. Franken summierten. Damit war der Börsengang von Petroplus der Grösste an der Schweizer Börse seit 2001.
Zusätzliches Kapital beschaffte sich die Petroplus Holdings AG am 13. April 2007, um die weitere Expansion zu finanzieren. Insgesamt wurden 7,6 Millionen Aktien ausgegeben, wodurch sich das Aktienkapital auf etwas mehr als 630 Millionen Franken erhöhte. Das Unternehmen verfügte damals über Anlagewerte in Grossbritannien (Raffinerien Teesside und Coryton), Deutschland (Raffinerie Ingolstadt), Belgien (BRC-Raffinerie Antwerpen) und der Schweiz (Raffinerie Cressier). Der im August 2007 bekanntgegebene Einstieg in Frankreich durch die Übernahme der Shell-Raffinerien in Petit-Couronne und Reichstett war am 1. April 2008 abgeschlossen. Aufgrund anstehender Investitionen in Teesside verzichtete Petroplus auf die Weiterführung des Raffineriebetriebs, nahm die Anlage im zweiten Quartal 2009 ausser Betrieb wandelte sie im Verlaufe des Jahres 2010 in eine reine Vertriebs- und Lagerstätte um.
Wie aus einer Pressemitteilung des Unternehmens vom 9. April 2010 hervorging, war Petroplus an der Übernahme der vom US-Konzern Valero Energy betriebenen Raffinerieanlage in Delaware City interessiert, inklusive daran angeschlossenen Kraftwerks mit einer Kapazität von 218 Megawatt. Das Geschäft kam jedoch nicht zustande und Valero verkaufte die Anlage im Juni 2010 stattdessen an PPF Energy. Die Raffinerie in Reichstett wurde im April 2011 ausser Betrieb genommen und danach nur noch als Terminal betrieben.

### Insolvenz und Liquidation
Zum Zeitpunkt des Börsengangs hatten bei den europäischen Raffinerien noch Kapazitätsengpässe geherrscht und die Aussichten schienen ideal zu sein. Durch Zukäufe im Wert von über 2,2 Milliarden Dollar stieg Petroplus in kurzer Zeit zur grössten unabhängigen Raffineriegruppe auf und beschäftigte über 2500 Personen. Das Geschäftsmodell brachte jedoch keinen Erfolg, denn nach sechs Jahren war eine Marktsättigung eingetreten. Wegen der schwierigen Konjunkturlage im Zuge der Weltfinanzkrise war der Erdölverbrauch rückläufig. Im Gegensatz zu den grossen Erdölkonzernen verfügte Petroplus nicht über eigene Förderanlagen und musste deshalb den Rohstoff zu hohen Preisen auf dem Markt einkaufen. Darüber hinaus waren die Anlagen technisch veraltet.
Als mehrere Banken Ende 2011 dem Unternehmen Kredite in der Höhe von einer Milliarde Dollar sperrten, verschärfte sich die seit längerem angespannte finanzielle Lage zu einer existenziellen Krise. Petroplus kündigte die Schliessung der drei Raffinerien Cressier, Petit-Couronne und Antwerpen per Anfang 2012 an, da nicht mehr genügend liquide Mittel für den Einkauf des für die Raffinierung notwendigen Rohöls vorhanden waren. Am 20. Januar 2012 gab Petroplus die Verkaufsabsicht für den Standort Petit-Couronne bekannt. Die Verhandlungen mit den Kreditgebern scheiterten am 24. Januar 2012, woraufhin Petroplus den Antrag auf Nachlassstundung in der Schweiz und die entsprechenden Insolvenzverfahren für die ausländischen Tochtergesellschaften vorbereitete. Einen Tag später stellte das Unternehmen den Insolvenzantrag, das Insolvenzverfahren wurde am 4. April 2012 eröffnet und der Aktienhandel an den Börsen am 24. Mai 2012 eingestellt.
Die noch im Besitz von Petroplus befindlichen Anlagen wurden bis Mai 2012 an andere Unternehmen verkauft. Hingegen zog sich das Liquidationsverfahren über mehrere Jahre hin. Nachdem im März 2016 ein Vergleich mit den beteiligten Banken geschlossen werden konnte, mit dem sich diese schadlos halten konnten, lag zwei Monate später ein Kollokationsplan vor. Insgesamt waren Forderungen in der Höhe von 6,3 Milliarden Franken eingegangen. Bis September 2016 konnten die pfandgesicherten Forderungen sowie die Forderungen der Erst- und Zweitklassgläubiger in vollem Umfang beglichen werden (insgesamt 66,5 Mio. Franken). Für die Drittklassgläubiger wurde eine Nachlassdividende vereinbart, die sich zwischen 21,97 und 23,48 % der Forderungen bewegten. Hingegen verloren die Aktionäre ihr gesamtes Kapital.

## Anlagen
Petroplus verfügte im Laufe ihrer Geschäftstätigkeit über Anlagen an folgenden Standorten:
Schweiz
- Cressier: Shell-Raffinerie übernommen im Mai 2000, am 23. Mai 2012 an die Varo Energy Holding verkauft.[17]

Grossbritannien
- Teesside: Raffinerie im Eigentum seit Dezember 2000, ausser Betrieb seit dem zweiten Quartal 2009 (Terminalbetrieb)[8]
- Coryton: BP-Raffinerie übernommen per 31. Mai 2007[18]

Belgien
- Antwerpen: BRC-Raffinerie übernommen per 31. Mai 2006, am 2. Februar 2012 an Gunvor verkauft[19]

Deutschland
- Ingolstadt: ExxonMobil-Raffinerie übernommen per 31. März 2007, am 31. Mai 2012 an Gunvor verkauft[20]

Frankreich
- Petit-Couronne: Shell-Raffinerie übernommen per 31. März 2008, am 24. Februar 2012 an Royal Dutch Shell verkauft[21]
- Reichstett: Shell-Raffinerie übernommen per 31. März 2008, ausser Betrieb seit Juni 2011 (Terminalbetrieb durch Rubis)[22]